# Мартинес, Брайелин
Брайелин Элизабет Мартинес (исп. Brayelin Elizabeth Martínez; род. 11 сентября 1996, Санто-Доминго, Доминиканская Республика) — доминиканская волейболистка, нападающая (диагональная и доигровщица).

## Биография
Брайелин Мартинес родилась в Санто-Доминго. Отец — Хуан Донье. Мать — Агрипина Мартинес — работала менеджером юниорских сборных Доминиканской Республики. Волейболом Брайелин начала заниматься в 7-летнем возрасте под воздействием победы национальной сборной на домашнем турнире Панамериканских игр 2003 года. С 2010 года выступала за юниорские команды в различных провинциальных и общенациональных турнирах. В 2011—2015 играла уже за взрослые команды Доминиканской Республики, после чего заключила первый зарубежный контракт с ВК «Зюдтироль Больцано», в составе которой дебютировала в серии А1 чемпионата Италии. В дальнейшем выступала за другие итальянские команды (до 2018), турецкий «Айдын Бююкшехир» (2018—2019), а затем на протяжении 4 сезонов играла за бразильский «Дентил/Прая Клубе», в составе которого в 2023 стала чемпионкой Бразилии, трижды выигрывала Суперкубок страны, а также дважды — клубные чемпионаты Южной Америки. В 2023 заключила контракт с российским «Динамо-Ак Барсом».
С 2010 Мартинес выступала за доминиканские волейбольные сборные, причём в 2012 и 2013 годах играла сразу за 4 из них — национальную, юниорскую, молодёжную и старшую молодёжную. В составах младших сборных 6 раз выигрывала «золото» мировых и континентальных турниров.
С 2011 является игроком национальной сборной Доминиканской Республики. В её составе дважды становилась чемпионкой NORCECA, трижды — победителем розыгрышей Панамериканского Кубка, дважды — чемпионкой Панамериканских игр и трижды — победителем Центральноамериканских и Карибских Игр. Принимала участие в Олимпийских играх 2021, трижды — в чемпионатах мира (2014, 2018, 2022), трижды — в розыгрышах Кубка мира (2011, 2015, 2019), а также в Гран-при и Лиге наций. Многократно признавалась лучшей в различных игровых номинациях.
Игроком сборной Доминиканской Республики является также младшая сестра Брайелин — Джинейри Мартинес (3-кратная чемпионка NORCECA, двукратная чемпионка Панамериканских игр).

### Клубная карьера
- 2011—2014 —  «Мирадор» (Санто-Доминго);
- 2014—2015 —  «Плайерас де Бока Чика» (Санто-Доминго);
- 2015—2016 —  «Зюдтироль Больцано» (Бронцоло);
- 2016 —  «Мирадор» (Санто-Доминго);
- 2016—2017 —  «Унет-Ямамай» (Бусто-Арсицио);
- 2017—2018 —  «Поми» (Казальмаджоре);
- 2018 —  «Карибеньяс» (Санто-Доминго);
- 2018—2019 —  «Айдын Бююкшехир» (Айдын);
- 2019—2023 —  «Дентил/Прая Клубе» (Уберландия);
- с 2023 —  «Динамо-Ак Барс» (Казань).

## Достижения

### С клубами
- чемпионка Доминиканской Республики 2018.
- чемпионка Бразилии 2023;
  - двукратный серебряный призёр чемпионатов Бразилии — 2021, 2022.
- 3-кратный серебряный призёр розыгрышей Кубка Бразилии — 2020, 2021, 2023.
- 3-кратный обладатель Суперкубка Бразилии — 2019, 2020, 2021.
- чемпионка России 2024;
  - серебряный призёр чемпионата России 2025.
- победитель розыгрыша Кубка России 2024;
  - серебряный призёр Кубка России 2025.
- обладатель Суперкубка России 2024.
- двукратный победитель клубных чемпионатов Южной Америки — 2021, 2023;
  - двукратный серебряный призёр клубных чемпионатов Южной Америки — 2020, 2022.
- серебряный призёр розыгрыша Кубка Европейской конфедерации волейбола 2017.
- серебряный призёр розыгрыша Кубка вызова ЕКВ 2019.

### Со сборными Доминиканской Республики
- двукратная чемпионка NORCECA — 2019, 2023;
  - двукратный серебряный призёр чемпионатов NORCECA — 2013, 2015.
- двукратная чемпионка Панамериканских игр — 2019, 2023;
  - бронзовый призёр Панамериканских игр 2015.
- 3-кратный победитель розыгрышей Панамериканского Кубка — 2014, 2016, 2025;
  - 5-кратный серебряный призёр Панамериканского Кубка — 2013, 2015, 2017, 2018, 2019.
- 3-кратная чемпионка Центральноамериканских и Карибских игр — 2014, 2018, 2023.
- победитель розыгрыша Кубка чемпионов NORCECA 2015.
- чемпионка Боливарианских игр 2017.
- серебряный (2013) и бронзовый (2015) призёр чемпионатов мира среди старших молодёжных команд.
- чемпионка мира среди молодёжных команд 2015.
- 4-кратный победитель розыгрышей Панамериканского Кубка среди старших молодёжных команд — 2012, 2014, 2016, 2018.
- чемпионка (2012), серебряный (2010) и бронзовый (2014) призёр молодёжных чемпионатов NORCECA.
- двукратный серебряный призёр (2011, 2013) розыгрышей Панамериканского Кубка среди молодёжных команд.
- серебряный призёр чемпионата NORCECA среди девушек 2012.
- двукратный бронзовый призёр розыгрышей Панамериканского Кубка среди девушек — 2011, 2013.

### Индивидуальные
- 2010: лучшая диагональная молодёжного чемпионата Доминиканской Республики.
- 2011: лучшая нападающая Панамериканского Кубка среди девушек.
- 2012: лучшая диагональная и самая результативная чемпионата NORCECA среди девушек.
- 2012: самая результативная молодёжного чемпионата NORCECA.
- 2013: лучшая нападающая доигровщица (одна из двух) чемпионата мира среди девушек.
- 2013: лучшая нападающая-доигровщица чемпионата мира среди старших молодёжных команд.
- 2014: MVP, лучшая нападающая-доигровщица (одна из двух) и самая результативная Панамериканского Кубка среди старших молодёжных команд.
- 2015: MVP и лучшая нападающая-доигровщица (одна из двух) чемпионата мира среди молодёжных команд.
- 2015: лучшая нападающая-доигровщица (одна из двух) чемпионата мира среди старших молодёжных команд.
- 2016: MVP и лучшая нападающая-доигровщица (одна из двух) Панамериканского Кубка среди старших молодёжных команд.
- 2016: MVP и лучшая нападающая-доигровщица (одна из двух) Панамериканского Кубка.
- 2018: лучшая нападающая-доигровщица (одна из двух) Панамериканского Кубка.
- 2019: лучшая нападающая-доигровщица (одна из двух) Панамериканского Кубка.
- 2019: MVP чемпионата NORCECA.
- 2019: лучшая нападающая-доигровщица (одна из двух) волейбольного турнира Панамериканских игр.
- 2020: лучшая нападающая-доигровщица и самая результативная олимпийской квалификации NORCECA.
- 2020: лучшая диагональная клубного чемпионата Южной Америки.
- 2021: лучшая диагональная клубного чемпионата Южной Америки.
- 2023: лучшая нападающая-доигровщица (одна из двух) Центральноамериканских и Карибских игр.
- 2023: MVP и лучшая нападающая-доигровщица (одна из двух) клубного чемпионата Южной Америки.
- 2025: лучшая нападающая-доигровщица (одна из двух) Кубка России.